# Evidència
Una evidència, de vegades anomenada prova, és la prova que permet afirmar que un determinat fet és veritat o que quelcom existeix o es produeix en un marc concret. Pot ser directa o inferida a partir d'indicis o comprovacions d'una hipòtesi, en el primer cas es copsa per intuïció (seguint el raonament de Descartes) o percepció immediata i en el segon s'ha d'obtenir mitjançant inducció o deducció. Posa fi al dubte i, per tant, possibilita arribar a conclusions.